# Flughafen Zonguldak-Çaycuma

i7
i11
i13
Der Flughafen Zonguldak-Çaycuma, auch Flughafen Zonguldak (türkisch Zonguldak Çaycuma Havalimanı oder Zonguldak Havalimanı; IATA-Code: ONQ, ICAO-Code: LTAS) liegt im Westen der türkischen Schwarzmeerregion in der Provinz Zonguldak im Landkreis Çaycuma, Ortschaft Saltukova.

## Geschichte
Der Baubeginn war 1991, aber wegen Finanzierungsschwierigkeiten wurde der Flughafen erst acht Jahre später, im Jahr 1999, fertiggestellt. Im Jahre 2002 wurde der Flughafen offiziell geschlossen, da bis dahin keine Flugbewegungen stattgefunden hatten. Fünf Jahre später, im Jahre 2007, wurde der Flughafen von der Firma Zonguldak Özel Sivil Havacılık Sanayi ve Ticaret A.Ş (ZONHAV) gemietet und wiedereröffnet. Der erste kommerzielle Flug nach Zonguldak fand am 21. Juli 2009 mit einer vom Reiseveranstalter Öger Tours gecharteten Boeing 737-700 der deutschen Fluggesellschaft Germania vollbesetzt mit 148 Passagieren von Düsseldorf aus statt.

## Ausstattung
Die Start-/Landebahn (Runway 18/36) ist 2131 Meter lang, 45 Meter breit und aus Beton. Der Flughafen besitzt ein gemeinsames Terminal für Abflug und Ankunft und hat eine Kapazität für 500.000 Passagiere pro Jahr. 2018 wurden Unterhaltsarbeiten an der Runway vorgenommen und ein ILS-Landesystem installiert. Der Flughafenbetreiber erhofft sich damit neue Kunden.

## Trivia
Damit der Flughafen Zonguldak von der türkischen Luftfahrtbehörde DHMİ die Betriebserlaubnis bekam, musste der westlich des Runways 18/36 gelegene 235 Meter hohe Berg Bostancılar (von den dort ansässigen Bewohnern auch Keleş genannt) gerodet und teilweise abgetragen werden.

## Galerie

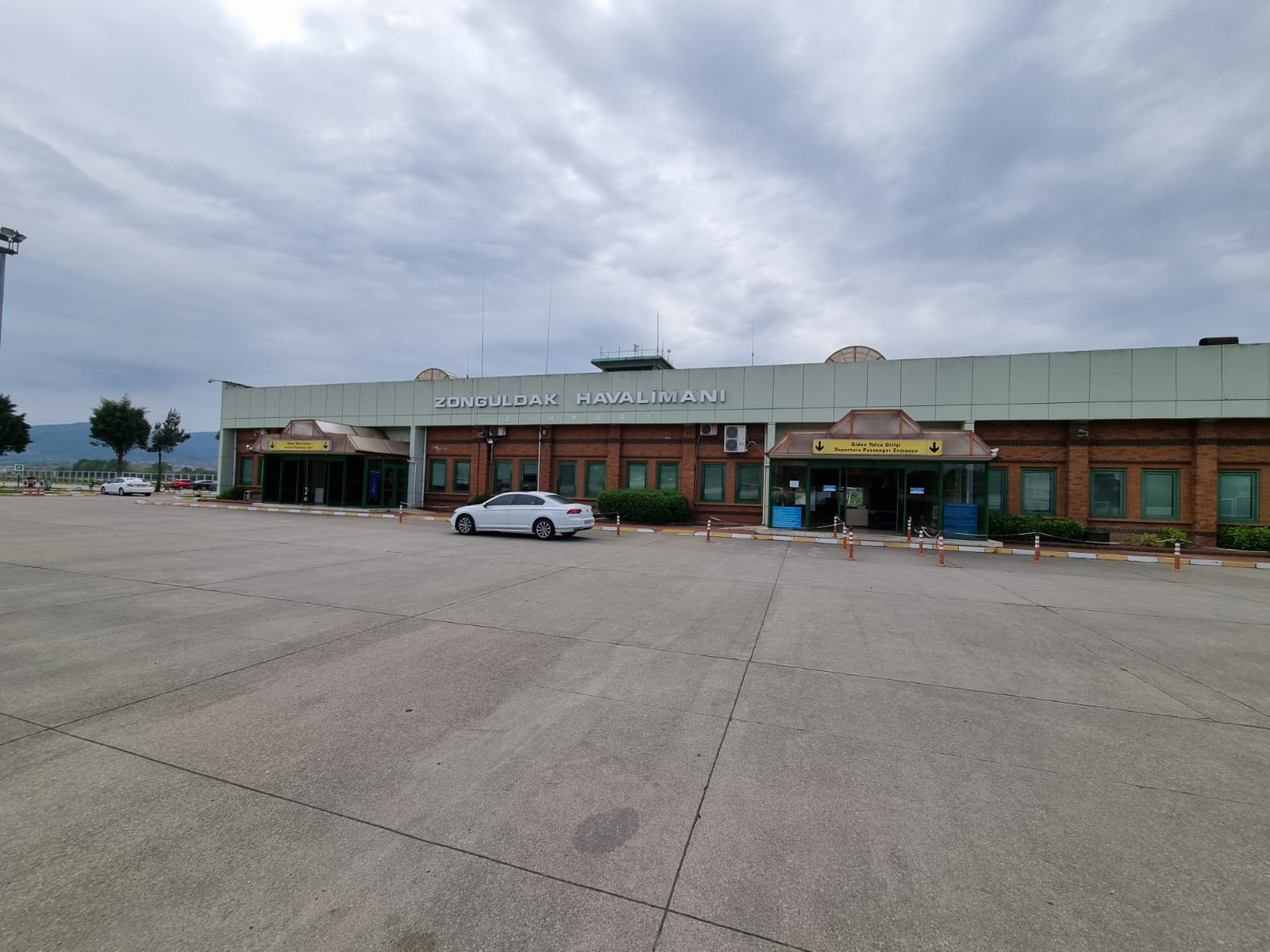
Terminalgebäude
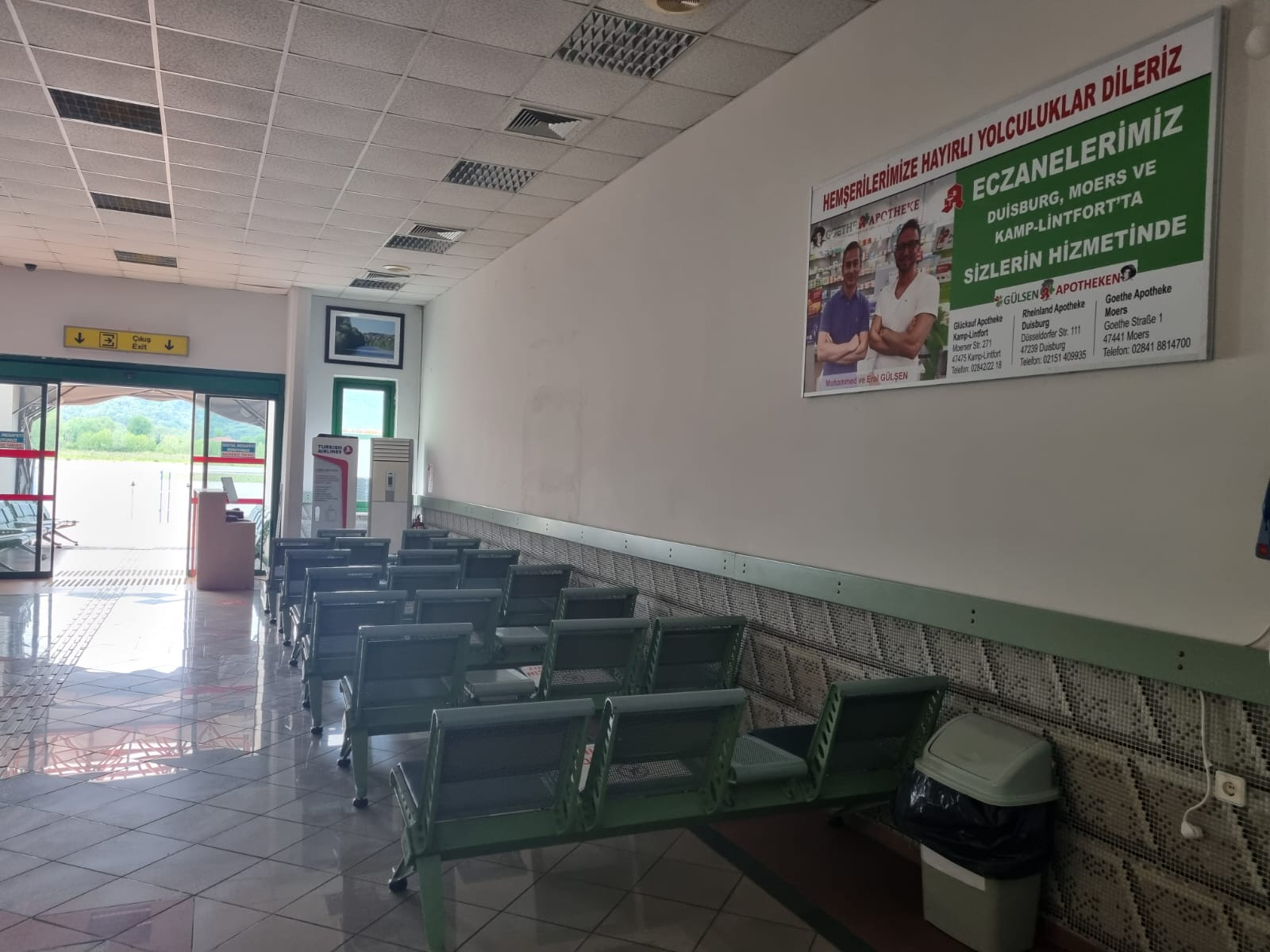
Wartebereich